# Білопечериця дівоча
Білопечериця дівоча, гриб-зонтик дівочий (Macrolepiota puellaris) — вид грибів роду гриб-парасолька (Macrolepiota). Гриб класифіковано у 1967 році.

## Будова
Шапка діаметром 5-8 см, спочатку широкояйцевидна, потім плоско-розпростерта, з гладким коричневим горбком, біла, покрита волокноподібними білими лусочками, з тонким оксамитовим краєм. М'якоть біла, прісна на смак, зі слабким запахом редьки, на повітрі біля основи ніжки злегка червоніє. Пластинки білі або з рожевим відтінком, від натискання стають брудно-бурими. Спори 7-9 5-6 мкм, яйцеподібні. Ніжка Розміром 5-12 0,5-1 см, внизу бульбоподібна, Рівна або вигнута, злегка порожниста, брудно-біла або коричнева, волокниста, з широким рухомим м'яким молочно-білим кільцем, махрістим по краю.

## Поширення та середовище існування
Голарктичний вид з диз'юнктивним європейським ареалом. Виростає на узліссях і галявинах хвойних і змішаних лісів, іноді зустрічається на суходільних луках. Зростає на добре удобреному ґрунті. Плодові тіла дозрівають в серпні — вересні.

## Практичне використання
Маловідомий їстівний гриб.

## Природоохоронний статус
Охороняється в Україні (занесено до Червоної книги України). Включений до Червоної книги Білорусі 2-го видання (1993), Червону книгу СРСР (1984).